# NGC 4526
NGC 4526 è una galassia lenticolare nella costellazione della Vergine.
Ha ospitato la SN 1994D e la SN 1969E.
Venne scoperta il 13 aprile del 1784 da William Herschel.